# Modron
Modron, na mitologia celta galesa, é a « mãe divina » (terra-mãe), a filha de Avalloc, o rei de Avalon. É similar à deusa galesa Dea Matrona,  à deusa irlandesa Dana e é provavelmente o protótipo da fada Morgana da lenda arturiana.
É a mãe de Mabon, cujo nome completo é Mabon ap Modron « Mabon, filho de Modron ».
Nas Tríades galesas, Modron engravida de Urien e dá a luz à Owain e Morvydd.